# Thomas Hooker

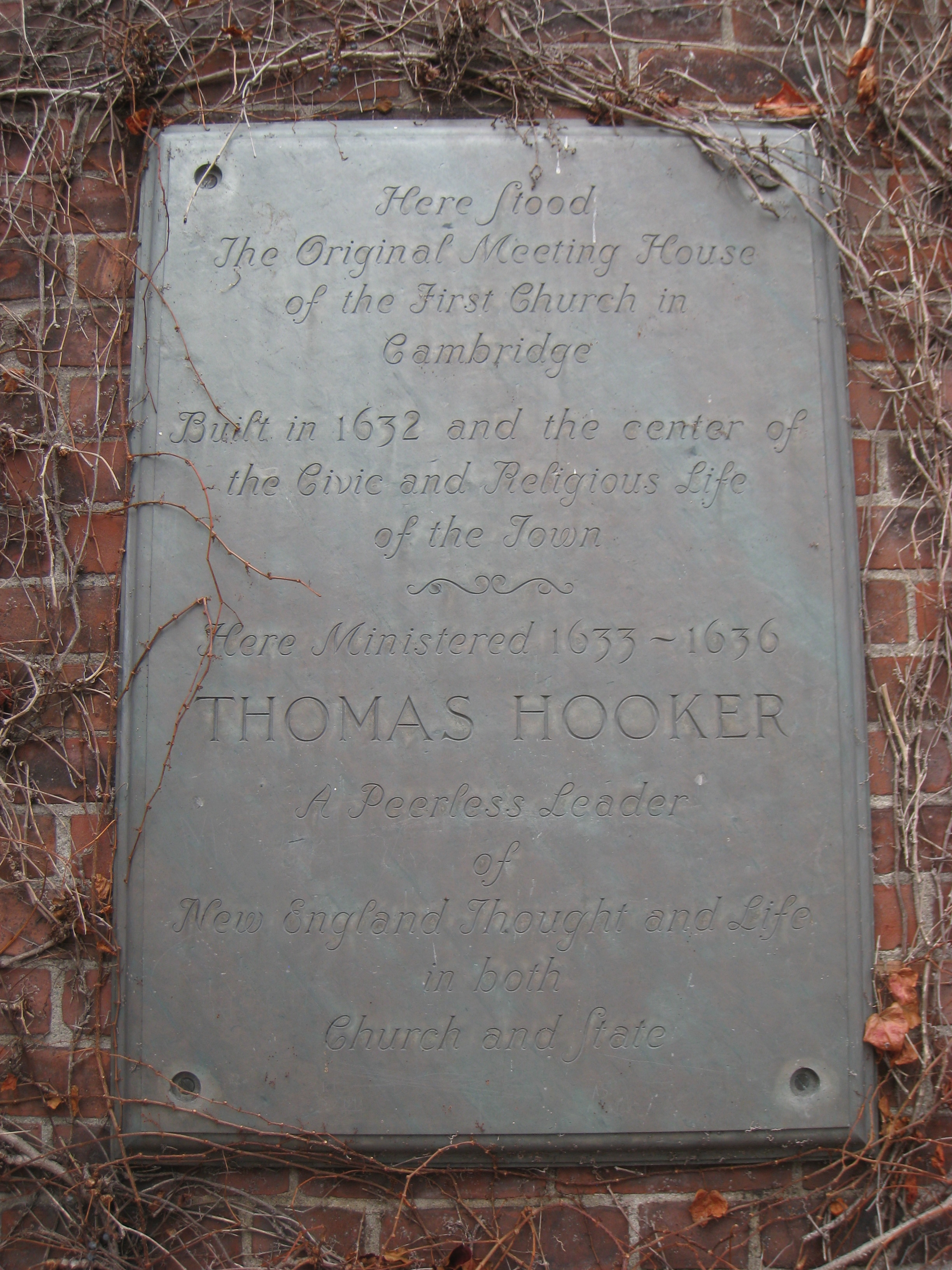
Placa en homenaje a Thomas Hooker.

Thomas Hooker (5 de julio de 1586, Markfield, Leicestershire, Inglaterra-7 de julio de 1647, Hartford, Connecticut, Estados Unidos) fue un clérigo colonial angloamericano.
Ocupó varios curatos en Inglaterra desde 1620 hasta 1630, donde fue atacado por las tendencias puritanas. Huyó a Holanda antes de emigrar a la Bahía Colonial de Massachusetts en 1633.
Como pastor de la compañía de puritanos, los trasladó a Connecticut para asentarse en Hartford en 1636. Ayudó a estructurar la Ordenanza Fundamental (1639), la cual después formó las bases de la Constitución de Connecticut.
- Datos: Q612192
- Multimedia: Thomas Hooker / Q612192